# Per Denez
 (juin 2008).
Si vous disposez d'ouvrages ou d'articles de référence ou si vous connaissez des sites web de qualité traitant du thème abordé ici, merci de compléter l'article en donnant les références utiles à sa vérifiabilité et en les liant à la section « Notes et références ».
 (août 2025).
Per Denez, nom de plume de Pierre Denis, est un linguiste, lexicographe, professeur d'université et écrivain français de langue bretonne né à Rennes le 3 février 1921 et mort le 30 juillet 2011 à Romillé.

## Biographie

### Enfance et formation
Il naît le 3 février 1921 à Rennes.
Il fait ses études au collège Saint-Martin de Rennes. Il est élevé seul par sa mère, couturière à Rennes, ville où le breton n'est pas parlé. Il l'apprend donc par lui-même à partir de l'âge de 13 ans et, plus tard en fréquentant les milieux militants pour la Bretagne pendant ses études universitaires à Rennes, pendant la Seconde Guerre mondiale. Il commence à publier à cette époque ses premières nouvelles en breton dans le journal collaborationniste Arvor.
En 1945, il reprend ses études qu'une grave maladie l'empêchait de poursuivre depuis six ans et prépare une licence d'anglais qui l'amène à passer un an à l'université d'Aberdeen, en Écosse.

### Carrière
Il a d’abord enseigné l'anglais à Quimper, mais, selon  Bernard Le Nail, en raison de ses engagements bretons, il est ensuite « exilé » à Périgueux. Il est ensuite affecté au collège de Douarnenez où il fait la connaissance de sa future épouse qui parle le breton et l'aidera dans ses recherches linguistiques lexicographiques. Il y crée un bagad.
Ayant passé une thèse sur le breton de Douarnenez, il est appelé comme maître de conférence à la Section Breton et langues celtiques de l’Université Rennes 2 Haute Bretagne où il restera vingt-et-un ans et dont il prendra la tête.
En 1981, grâce à son action, la licence de breton est créée,.
Entre 1986 et 1991, il réédite plusieurs textes de textes jugés racistes et antisémites par Françoise Morvan.
En 1990, il quitte son poste de maître de conférence à la section Breton et langues celtiques de l'Université de Rennes 2.
Lucien Kergoat lui a succédé à la tête du département de Celtique de l'université Rennes-II en 1990. Son fils Gwendal Denez participe à ce département.
Ancien président du conseil scientifique et d'animation de l'Institut culturel de Bretagne 1984. Ancien président de la fédération des associations de langue bretonne, Kuzul ar Brezhoneg. Président du Comité de soutien à la liste Union démocratique bretonne, aux élections régionales de 1998. En mars 1999, il donne pour le mensuel Armor Magazine, en vue d'élire le Breton ayant le plus œuvré pour la Bretagne au cours des trente dernières années, les noms de Jean-Michel Kernaleguen et Christian Le Bihan[réf. nécessaire], militants du Front de libération de la Bretagne[réf. nécessaire]. Il était membre du comité d'honneur de la Maison internationale des poètes et des écrivains de Saint-Malo.
Le 3 août 2011, plus de cinq cents personnes sont venues lui rendre un dernier hommage à Rennes en l'église Notre-Dame en Saint-Melaine. Parmi eux de nombreuses personnalités politiques et culturelles bretonnes. La cérémonie, qui s'est déroulée entièrement en breton, au cours de laquelle Nolwenn Korbel a chanté, s'est terminée par le Bro Gozh va zadoù.

## Rôle dans la littérature bretonne
Sans être jugé comme un maître indépassable, Per Denez est un bon romancier qui a tenté de reproduire en breton le meilleur des techniques anglo-saxonnes de construction du récit. Il lui est parfois reproché de ne pas toujours être au niveau de ceux qui ont eu le breton comme langue maternelle, mais il est loin d'être le seul qui ait trouvé sur sa route plus breton brittophone que lui.
Comme éditeur, il a joué un rôle très important, d'abord à la revue et aux éditions Al Liamm, puis aux éditions Mouladurioù Hor Yezh et Hor Yezh.

## Culture bretonne
Comme spécialiste de l'enseignement, il a traduit son expérience dans la création de plusieurs méthodes d'apprentissage du breton qui ont eu du succès dans les années 1980, lors de l'émergence du peurunvan comme norme orthographique principale et fait ainsi le pont entre les ouvrages de Roparz Hemon et les méthodes plus modernes (méthode Oulpan pour le breton de Nicolas Davalan, par exemple). Son livre le plus connu Brezhoneg buan hag aes (Le breton facilement et rapidement) est une méthode de langue sortie en 1972 et qui a formé pendant 20 ans des étudiants et des bretonnants amateurs. Il a été un ferme partisan de la réédition dans le standard orthographique peurunvan des anciens textes en breton, dans un but pédagogique, et à l'intention des jeunes générations. Cela lui vaut d'être en conflit avec ceux qui préfèrent appliquer les méthodes universitaires et conserver les orthographes anciennes. Il a donc édité en breton modernisé une grande partie des contes recueillis par  François Luzel aux éditions Al Liamm, dès 1980.

## Espéranto
Per Denez était non seulement l'un des principaux artisans du renouveau de la langue bretonne mais aussi un homme ouvert à toutes les cultures puisqu'il avait appris la langue internationale espéranto dont il avait compris l'utilité pour la transmission des valeurs d'humanisme. Il avait créé une chaire d'espéranto au sein de l'université de Rennes 2, lorsqu'il y dirigeait le département d'Études celtiques. 
Un certain nombre de personnes ont appris le breton à partir de la méthode La bretona lingvo rapide kaj facile, traduit en espéranto par Merwen Runpaot à partir de la méthode Brezhoneg buan hag aes de Per Denez, éditée en 1997 par Hor Yezh. Cela faisait suite à Komprenit an esperanteg de Merwen Runpaot, cours d'espéranto en langue bretonne, édité en 1993 aussi par Hor Yezh et aux nombreux articles sur l'espéranto que Per Denez publia régulièrement dans la revue Hor Yezh.

## Le militant politique
En 1959, il fait partie du groupe de jeunes adhérents, pour la plupart étudiants rennais, du Mouvement pour l'organisation de la Bretagne, première structure politique de l'Emsav d'après-guerre, qui ont décidé de s'organiser en tendance par l'entremise des Kaieroù an Emsaver Yaouank (« Cahiers du jeune militant breton »), un simple bulletin multigraphié. Leur but est surtout de contribuer à une meilleure formation politique, historique et économique sur la Bretagne.
 Beaucoup des étudiants, comme Ronan Leprohon (br), évolueront vers la gauche du Mouvement breton, c'est-à-dire l'UDB, mais les plus âgés comme Per Denez ou Jean Delalande resteront ancrés dans une position traditionnelle, "« ni gauche, ni droite »".

## L'éditeur de revues et de livres
En 1957, avec Guy Étienne et Jean Desbordes, il est à l'origine de la reprise de la revue Ar Vro qui, de support politique soutenant le Mouvement pour l'organisation de la Bretagne, devient une revue d'études qui jouera un rôle important dans la théorisation des luttes politiques pour la Bretagne dans les années 1970 et la diffusion de la poésie en breton.
Per Denez a fondé plusieurs revues en breton  dont Kened qui a fusionné en 1949 avec Al Liamm. Il a dirigé la revue de linguistique bretonne Hor Yezh et la maison d'édition Mouladurioù Hor Yezh. Il a créé la revue et la collection Skrid (aux éditions  Mouladurioù Hor Yezh) qui ont été le lieu d'expérimentation de nombreux jeunes écrivains en breton, une grande partie d'entre eux étant ses propres étudiants.

## Distinctions
- Il est désigné « Breton de l'année » par Armor Magazine en 1981.
- Il a reçu le collier de l'ordre de l'Hermine en 1989 à Nantes ; distinction qui honore, chaque année, quatre personnalités engagées dans le rayonnement de la Bretagne
- Il a reçu la Creu de Sant Jordi, distinction décernée par la Généralité de Catalogne, en 1993
- Il est également docteur honoris causa de l'université nationale d'Irlande.

## Citations
« En 1944-1945 la Bretagne a connu une persécution comme elle n’en avait pas connu depuis la Chouannerie… Combien d’étudiants, à Rennes, allant se promener au Thabor, savent qu’ont été fusillés là, dans le Trou de l’Enfer, des nationalistes bretons, et qu’ils marchent sur une terre sanctifiée par leur sang ? Combien vont fleurir, de temps en temps, la tombe de Léon Jasson, qui fut si heureux de mourir pour la Bretagne ?… Ou celle de Guy Vissault de Coëtlogon qui répondit, quand il fut condamné à mort : “C’est un honneur, Messieurs”, et qui refusa de tendre la main pour demander pitié ? Les Irlandais sont fiers de leurs martyrs, de leurs “traîtres” : les Bretons, avec le même goût pour les fêtes de mort, restent frappés d’un sort honteux : ils n’ont pas encore rejeté de leurs esprits le poids des mensonges français. »

— Pierre Denis, article de 1961, paru dans la revue Preder (cité par Michel Denis)
.

## Publications

### Fiction
- Diougan Gwenc'hlan, Al Liamm, 1979
- Glas evel daoulagad c'hlas ha ne oant ket ma re, Al Liamm 1979
- Hiroc'h eo an amzer eget ar vuhez, Mouladurioù Hor Yezh, 1981
- Evit an eil gwech, MHY, 1982
- Eus un amzer 'zo bet, MHY, 1992
- En tu all d'an douar ha d'an neñv, MHY, 1993
- Da Rouz An Noz, MHY, 1996

### Linguistique et méthodes de langue
- Kentelioù brezhoneg : eil derez, Al Liamm, 1971
- Brezhoneg buan hag aes, Hor Yezh, 1973, illustré par Nono[13] (traduit en espéranto par Merwen Runpaot sous le titre La bretona lingvo rapide kaj facile)[9]

- Étude structurale d'un parler breton : Douarnenez, thèse (3 vol.), université de Rennes, 1977
- Geriadur brezhoneg Douarnenez, 4 vol., Mouladurioù Hor Yezh, 1980, 1981, 1985
- Mont war-raok gant ar brezhoneg, MHY, 1987

### Articles et essais
En français
- Joseph Ollivier, Les Contes de Luzel (préface de Per Denez, suivie d'une postface sur Contes bretons Pur-Terre de Brume, 1994), Hor Yezh, 1995  (ISBN 2-910699-11-0)
- Bretagne et peuples d'Europe, MHY, 1999.

En breton
- Yezh ha bro, MHY, 1998. (Recueil d'essais parus dans des journaux. Il y aborde, dans des articles de combat ou de réflexion, des sujets aussi divers que la langue et son enseignement à l'école ou grâce à Skol Ober, Roparz Hemon, « père de la littérature bretonne moderne » selon Anjela Duval, le monde celtique, surtout l'Irlande, et que la chaîne du breton ne se brise pas.

## Divers
- Korf an den (Le corps de l'Homme) ; Brest, Skridoù Breizh, 1943. (Petit manuel d'anatomie en breton,[réf. nécessaire] dans lequel il explique également qu'il y a "trois races" et que la race blanche est "la plus belle" - texte repris par Le Canard enchaîné). [réf. nécessaire]

### Traductions
- Theodor Storm, Aquis submersus, Al Liamm, 1950
- Edgar Allan Poe, nouvelles, Hor Yezh, 1995